# Тулегенова, Бибигуль Ахметовна
Бибигу́ль Ахме́товна Тулеге́нова (каз. Бибігүл Төлегенова; род. 16 декабря 1929, Семипалатинск, Казакская АССР, СССР) — советская, казахская оперная певица (лирико-колоратурное сопрано), актриса, педагог. Герой Социалистического Труда (1991, последний человек, удостоенный этого звания). Народная артистка СССР (1967). Лауреат Государственной премии СССР (1970).

## Биография
Родилась 16 декабря 1929 года в Семипалатинске (ныне — Семей в Восточно-Казахстанской области Казахстана).
Выросла в семье, где часто звучала музыка — отец любил играть на скрипке, мать-татарка хорошо пела. В 1937 году отца арестовали в Катон-Карагае и он исчез навсегда. В 1946 году, учась в седьмом классе вечерней школы, пошла работать на мясокомбинат, где могла петь в кружке художественной самодеятельности. На юную певицу обратила внимание писательница Галина Серебрякова, которая находилась в Семипалатинске в ссылке. Она взяла над ней опеку, дала ей первые уроки музыки. По настоянию Г. Серебряковой поступила на вокально-хоровой факультет Казахской консерватории им. Курмангазы в Алма-Ате, которую окончила в 1954 году (педагог Н. Н. Самышина).
Во время учёбы в 1951 году работала солисткой на Казахском радио, где исполняла популярные народные и эстрадные песни.
С 1954 года — солистка Государственного академического театра оперы и балета им. Абая в Алма-Ате.
С 1956 года — солистка труппы Казахского государственного оркестра народных инструментов имени Курмангазы Казахской филармонии имени Джамбула в Алма-Ате. Вместе с труппой оркестра гастролировала по всему СССР. В 1958 году стала лауреатом Всесоюзного конкурса артистов эстрады.
С 1971 года — снова солистка Казахского театра оперы и балета им. Абая.
Выступает в концертах с исполнением классического репертуара и народных песен.
Гастролировала за рубежом (Китай, Польша, ГДР, Вьетнам, Индия, Алжир, Египет, Сирия, Чехословакия, Канада, Швеция, Франция, Италия).
С 1980 года и по настоящее время ведёт класс вокала в Казахской национальной консерватории им. Курмангазы, профессор (1982).
Художественный руководитель и председатель жюри Международного конкурса вокалистов Б. Тулегеновой (2001, 2004, 2007, 2010, 2011, 2012, 2014).
Депутат Верховного Совета Казахской ССР 7—9-го созывов (1968—1982).
В истории СССР последнее лицо, удостоенное звания Героя Социалистического Труда (по официально опубликованным указам).
1 сентября 2024 года в Астане состоялось открытие Первой креативной школы имени Бибигуль Тулегеновой. Это уникальное образовательное учреждение стало значимым подарком, приуроченным к юбилею выдающейся певицы. Первая креативная школа имени Бибигуль Тулегеновой в Астане включает четыре факультета (Music, Art, Digital, STEM), каждый из которых ориентирован на развитие творческих и технических способностей учащихся. На торжественном открытии школы присутствовали выдающиеся деятели искусства и культуры. Бибигуль Тулегенова лично перерезала символическую ленту, вместе с главой TAN Media Group Арманжаном Байтасовым и певцом Димашем Кудайбергеном, подчеркнув значимость школы для будущих поколений.
В 2024 году 95-летие Бибигуль Ахметовны отметили на сцене театра «Астана Опера».
Живёт в Алматы.

### Личная жизнь
Певица трижды была замужем. Дочери — Гузель и Марьямгуль (умерла в 2007), сын — Тулеген.

## Творчество
В разнообразный репертуар певицы вошли: народные песни «Гayhap тас», «Жиырма бес», произведения казахских композиторов «Булбул» Л. Хамиди, «Қос қарлығаш» Е. Брусиловского, «Еске алу» М. Тулебаева, «Тарантелла» Е. Рахмадиева, «Көктем вальсi» С. Мухамеджанова, а также романсы П. И. Чайковского, С. В. Рахманинова, арии из опер Н. Римского-Корсакова, произведения западных композиторов (Г. Г. Доницетти, Э. Григ, Ф. Шуберт) и др. Исполняла концерты для голоса с оркестром Р. Глиэра и С. Мухамеджанова.

### Оперные партии
- «Кыз Жибек» Е. Брусиловского — Кыз Жибек
- «Абай» А. Жубанова и Л. Хамиди — Ажар
- «Енлик-Кебек» Г. Жубановой — Енлик
- «Алпамыс» Е. Рахмадиева — Гульбаршин
- «Алтынчач» Н. Жиганова — Алтынчач
- «Травиата» Дж. Верди — Виолетта
- «Риголетто» Дж. Верди — Джильда
- «Севильский цирюльник» Дж. Россини — Розина
- «Дон Паскуале» Г. Доницетти — Норина
- «Дон Жуан» В. Моцарт — Церлина
- «Снегурочка» Н. Римского-Корсакова — Снегурочка

### Фильмография
- 1954 — «Дочь степей» — Карашаш
- 1955 — «Это было в Шугле» — Майры (исполнение песен)
- 1957 — «Наш милый доктор» — певица (исполняет «Вальс о весне» А. Зацепина)
- 1968 — «Ангел в тюбетейке» — дочь Таны
- 1975 — «Храни свою звезду» — исполнение песен
- 2005 — «Вокальные параллели» — камео
- 2011 — «Алдар Косе» — бабушка Алдара
- 2011 — «Небо моего детства» — бабушка Нурсултана

### Дискография
- 2002 — Cүйіктi Әндер (Beloved Songs/Любимые песни)
- 2005 — CD «Выдающиеся мастера вокального искусства Казахстана» (Ермек Серкебаев, Роза Джаманова, Бибигуль Тулегенова, Алибек Днишев), десятый выпуск в серии «Асыл Мұра»  (недоступная ссылка).
- 2006 — Бибигуль Тулегенова. «Special Edition», Вокальная антология (10 CD) .
- 2011 — «Под луной золотой» (архивные записи) .

## Награды и звания

### Награды СССР и других стран
- Межгосударственная премия «Звёзды Содружества» в области гуманитарной деятельности (2014)[8]
- Герой Социалистического Труда (1991)
- Орден Ленина (1991)
- Орден Ленина (1976)
- Государственная премия СССР (1970) — за концертные программы 1967—1968 годов
- Народная артистка СССР (1967)
- Государственная премия Казахской ССР им. К. Байсеитовой (1966)
- Орден Трудового Красного Знамени (3 января 1959) — за выдающиеся заслуги в развитии казахского искусства и литературы и в связи с декадой казахского искусства и литературы в гор. Москве
- Народная артистка Казахской ССР (1959)
- Медаль «В ознаменование 100-летия со дня рождения Владимира Ильича Ленина»
- Медаль «Ветеран труда»
- Медаль «За освоение целинных земель»
- Знак почета «За вклад в Российскую культуру» (2024)

### Награды Казахстана
- Орден «Барыс» 1 степени (2019) — за выдающийся вклад в развитие отечественной культуры и музыкального искусства[9][10]
- Государственная стипендия Первого Президента Республики Казахстан — Лидера Нации в области культуры (2017)[11]
- Государственная стипендия Первого Президента Республики Казахстан — Лидера Нации в области культуры (2016)[12][13]
- Премия «Общественное признание» в номинации «Национальное признание. Человек-легенда» (2013)[14]
- Почётный гражданин Алматы (2012)
- Почётный гражданин Восточно-Казахстанской области (2011)
- Почётный гражданин области Абай
- Почётный гражданин города Астана
- Личная звезда на аллее звёзд Казахстана (2002)
- «Человек года» в номинации «За вклад в музыкальное искусство Казахстана» (2001)
- Независимая общенациональная премия «Тарлан» (2001) («За вклад» в разделе «Музыка», «Клуб меценатов Казахстана»)
- Орден Отан (2000) — за особые заслуги перед национальным искусством
- Почётный гражданин Астаны (1999)
- Личный Золотой знак Президента Республики Казахстан «Алтын барыс» (1999)
- Медаль «Астана» (1998)
- Медаль «10 лет независимости Республики Казахстан»
- Медаль «20 лет независимости Республики Казахстан»
- Медаль «25 лет независимости Республики Казахстан»
- Медаль «10 лет Конституции Республики Казахстан»
- Медаль «20 лет Конституции Республики Казахстан»
- Медаль «50 лет Целине»
- Медаль «В ознаменование 100-летия железной дороги Казахстана»
- Медаль «10 лет Парламенту Республики Казахстан»
- Медаль «10 лет Астане»
- Медаль «20 лет Астане»
- Медаль 20 лет Ассамблеи народа Казахстана
- Медаль «Ветеран труда»
- Орден «Бейбітшілік пен Келісім» (2024, Казахстанский митрополичий округ)[15]